# Nirmal Purja
Nirmal "Nims" Purja MBE (sinh ngày 25 tháng 7 năm 1983) là một người leo núi người Nepal và cựu Gurkha và quân nhân của Dịch vụ Thuyền đặc biệt (SBS), một đơn vị lực lượng đặc biệt tinh nhuệ của Hải quân Hoàng gia Anh. Ông đã leo lên tất cả 14 đỉnh núi cao nhất thế giới trên 8.000 mét (được gọi là tám nghìn người), trong thời gian kỷ lục 6 tháng 6 ngày, phá kỷ lục trước đó chỉ dưới 8 năm.

## Tiểu sử
Nirmal Purja sinh ra ở huyện Myagdi gần Dhaulagiri, ở độ cao 1600 m so với mực nước biển và lớn lên ở huyện Chitwan.
Ông gia nhập Lữ đoàn Gurkhas năm 2003 và Dịch vụ Thuyền đặc biệt năm 2009, sau đó phục vụ trong lực lượng đặc nhiệm tinh nhuệ với tư cách là chuyên gia tác chiến thời tiết lạnh. Ông rời quân đội năm 2018 với tư cách là một Lance Corporal để tập trung vào sự nghiệp leo núi của mình.